# Guillermina Grant
Guillermina Grant (Tarariras, Uruguay, 10 de agosto de 2004)  es una futbolista uruguaya que juega como delantera en Belgrano, equipo de la Primera División Argentina.

#### Biografía
Guillermina comenzó a jugar fútbol a los 5 años.Inició su carrera jugando en las inferiores de Club Atlético Maracaná desde el 2011, equipo de Tarariras, y en 2021 llegó al Club Nacional de Football. 

### Trayectoria

#### Club nacional
Guillermina se unió al Club Nacional en el año 2021. En su estadía en el equipo, anotó un total de 27 goles. Destacándose especialmente en la temporada 2023, donde alcanzó un récord personal de 19 goles para el año 2023. 

#### Colo-Colo
Guillermina Grant llegó al equipo chileno como reemplazo de Ysaura Viso. 
Fue fichada a inicios de 2024 con un contrato de dos años que se extiende hasta finales del 2025. La incorporación de la jugadora fue estratégica, con el objetivo de reforzar al equipo femenino de cara a su participación en la Copa Libertadores. 
Grant sufrió una lesión durante la temporada 2024 mientras representaba a Colo Colo. La jugadora presentó una fractura en el metatarso, una lesión que la obligó a permanecer fuera de las canchas por al menos seis semanas. Este contratiempo afectó su rendimiento personal, y también el esquema táctico del equipo, que dependía de su aporte ofensivo en momentos clave de la competición. 

### Palmarés
| Título              | Club      | País    | Año  |
| ------------------- | --------- | ------- | ---- |
| Campeonato Nacional | Nacional  | Uruguay | 2022 |
| Campeonato Nacional | Colo-Colo | Chile   | 2024 |

### Participaciones internacionales
| Competencia                    | Club      | País    | Año  | Resultado      |
| ------------------------------ | --------- | ------- | ---- | -------------- |
| Conmebol Libertadores Femenina | Nacional  | Uruguay | 2021 | Cuarto lugar   |
| Conmebol Libertadores Femenina | Colo-Colo | Chile   | 2024 | Fase de grupos |